# ستيفان كيويتش
ستيفان كيويتش (بالكرواتية: Stjepan Kljuić)(من مواليد 19 ديسمبر 1939)، هو سياسي وأكاديمي كرواتي بوسني، كان مشاركاً ونشطاً في السياسة البوسنية منذ استقلال البوسنة والهرسك .

## الحياة السياسية
كان ستيفان كيويتش عضوا في مجلس الرئاسة البوسني في البوسنة والهرسك، وعضو مؤسس في حزب الاتحاد الديمقراطي الكرواتي الذي أنشأ في عام 1990، وشغل منصب رئيس فرع البوسنة من الاتحاد الديمقراطي الكرواتي، وكان من داعمي الحكومة المنتخب برئاسة علي عزت بيغوفيتش، وكان أحد نتائج هذا الدعم هو أن القيادة المركزية لحزب الاتحاد الديمقراطي في زغرب قامت بالضغط على القيادة المحلية في الجمهورية الكرواتية في البوسنة والهرسك لتنحيته القيادة، وقد حل محله ماتي بوبان.
قام ستيفان كيويتش بتأسيس اللجنة الأولمبية في البوسنة والهرسك في عام 1992، وانتخبأول رئيس لها، وفي عام 1994 أسس حزبه الحزب الجمهوري الموالي للبوسنة وجعله حزب متعدد الأعراق، وكان مرشح للحزب عن العضو الكرواتي في مجلي الرئاسة البوسني في الانتخابات العامة عام 2002، لكنه فشل في أن ينتخب .